# Egon Schulte-Ostrop
Joseph Egon Ostrop, ab 1922 Egon Schulte-Ostrop (* 23. März 1886 in Neuenkirchen; † 29. März 1968) war ein deutscher Admiralarzt der Kriegsmarine.

## Leben
Egon Ostrop trat am 1. April 1907 in die Kaiserliche Marine ein, wurde später aber wieder verabschiedet. Am 7. März 1914 kam er als Einjährig-Freiwilliger Marinearzt zurück in die Marine und wurde am 11. Juli 1914 in den aktiven Dienst übernommen. Bis Januar 1915 war er Flottillenarzt der Hafenflottille Helgoland. Kam dann für ein halbes Jahr als Assistent zum Garnisonsarzt von Friedrichsort. Von hier wurde er als Hilfsarzt auf die Kaiserin kommandiert, ab 19. April 1916 Marine-Oberassistenzarzt und am 28. April 1918 zum Marine-Stabsarzt befördert. Vom September 1918 bis Kriegsende war er als Hilfsarzt am Festungslazarett Wilhelmshaven.
Nach dem Krieg wurde er in die Reichsmarine übernommen und hier am 1. Januar 1928 Marine-Oberstabsarzt. 1931 war er Divisionsarzt der Schiffsstammdivision der Ostsee und zeitgleich als Standortarzt der Kommandantur Kiel und Oberarzt am Marinelazarett Kiel-Wik.
1914 hatte Ostrop an der Psychiatrie und Nervenklinik der Universität Kiel mit dem Thema Über Psychosen im Verlaufe von Herz- und Nierenleiden promoviert.
Vom 2. Juli 1922 bis 31. März 1924 war er Schiffsarzt auf der Berlin.
1936 war er als Flottenarzt (Beförderung am 1. April 1936) Chefarzt am Marinelazarett Wilhelmshaven.
Vom 29. Oktober 1938 bis 1. November 1939 war er Leitender Sanitätsoffizier beim Flottenkommando und wurde in dieser Position am 1. November 1939 zum Admiralarzt befördert. Anschließend war er bis 31. August 1942 Stationsarzt und Chef des Sanitätsamtes bei der Marinestation der Nordsee in Wilhelmshaven. Ab Januar 1943 war er bis Februar 1944 Chefarzt des Marinelazaretts Reval. Am 31. August 1942 wurde er zur Verfügung gestellt.